# Daybreakers - L'ultimo vampiro
Daybreakers - L'ultimo vampiro (Daybreakers) è un film del 2009 scritto e diretto dai fratelli Spierig. Gli interpreti principali sono Ethan Hawke, Willem Dafoe e Sam Neill.

## Trama
Nel 2019 un'epidemia ha trasformato la maggior parte degli esseri umani in vampiri, riducendo la percentuale di esseri umani normali al 5%: molti dei non contagiati vengono tenuti in vita come riserve di sangue, mentre i pochi esseri umani ad essere ancora liberi sono costretti a spostarsi di continuo fuggendo dalle unità speciali per la caccia agli umani. I vampiri hanno preso il posto della società umana: vivono e lavorano di notte, per gli spostamenti diurni si servono di speciali automobili, bevono caffè mescolato a sangue.
Ma il crescente fabbisogno di sangue inizia a scatenare feroci scontri per il suo approvvigionamento: in tutto il mondo avvengono sommosse contro i governi ritenuti colpevoli di non trovare una soluzione alla sempre maggiore richiesta di sangue. La situazione è al limite, i vampiri protestano e manifestano per via della fame: le scorte di sangue umano non bastano più a soddisfare la popolazione dei vampiri che senza l'apporto dell'unico nutrimento iniziano a subire una metamorfosi essendo costretti a bere sangue di vampiro, diventando dei mostri chiamati Subsiders.
Un gruppo di scienziati viene incaricato di creare un surrogato artificiale al prezioso nutrimento al fine di salvare la razza dominante, tra loro il ricercatore Edward Dalton (nato il 2 aprile 1974), un vampiro che si rifiuta di bere sangue umano; quest'ultimo guidato dal proprio istinto e dall'incontro con un gruppo di umani ribelli, e grazie anche all'incontro con Elvis (un vampiro tornato ad essere un umano), cercherà la cura all'epidemia. La cura viene trovata, esponendosi al sole e poi spegnendo le fiamme il vampiro torna ad essere un uomo. Edward torna così ad essere un umano. Ma il percorso per la salvezza è tutto in salita, il potente capitalista del sangue Charles Bromley, aiutato dall'esercito, cercherà di far fallire i loro progetti. I soldati catturano un gruppo di umani tra cui Alison, la figlia di Bromley. Quest'ultima, contro la sua volontà, viene trasformata in vampiro dal fratello di Edward, Frankie. Edward, Elvis e Audrey arrivano in città e chiedono aiuto a Christopher Caruso, un collega di Edward, che però li tradisce e fa catturare Audrey.
Intanto Alison, nutrendosi del proprio sangue per vendicarsi del padre, diventa anch'essa un mostro. In seguito viene uccisa dai soldati assieme ad altri Subsiders in una sorta di esecuzione venendo esposti alla luce del sole, cosa che sembra instillare in Frankie dei dubbi. Questi raggiunge Elvis ed Edward e morde al collo Elvis. Edward si consegna a Bromley e viene condotto alla sua presenza dove trova Audrey legata ferita ed il cui sangue è bevuto da Bromley. Edward finge di arrendersi e Bromley lo morde al collo credendo di trasformarlo di nuovo in vampiro, ma in realtà diventando a sua volta umano (cosa che Edward aveva scoperto guardando, si vede in un flashback, Frankie ritornato umano dopo avere morso precedentemente Elvis). Il sangue di un vampiro diventato umano infatti è anch'esso una cura per ritornare ad essere uomini.
Edward libera Audrey. Bromley, tornato umano, viene lasciato alla furia dei soldati vampiro che lo mangiano. Stessa sorte per quegli stessi soldati mangiati da altri soldati. Caruso irrompe ed uccide gli ultimi soldati umani rimasti dopo la carneficina di gruppo (anche Frankie perde la vita, letteralmente sbranato), convinto che non esista alcuna cura, ma viene a sua volta ucciso da Elvis. Nell'ultima scena Edward, Elvis e Audrey in auto mentre si sente una voce fuori campo che inneggia alla speranza di trasformare tutti i vampiri in umani dopo avere scoperto la cura.

## Produzione
Nel novembre 2004, la Lionsgate acquistò dai fratelli Michael e Peter Spierig, già autori dell'horror Undead, una sceneggiatura intitolata Daybreakers. A distanza di circa due anni, nel settembre 2006, la Film Finance Corporation Australia annunciò che avrebbe contribuito al finanziamento del film, dando la disponibilità a girare nel Queensland, elargendo un bilancio di produzione di circa 21 milioni di dollari, ai quali si aggiunge un ulteriore milione concesso dal governo federale. Nel maggio 2007, l'attore Ethan Hawke è stato ingaggiato per il ruolo principale, il mese successivo Sam Neill si è unito al cast.
Le riprese di prima unità si sono svolte agli studi cinematografici Warner Bros. e Movie Worlds per un periodo di due mesi circa, dal 16 luglio 2007 a settembre; seguite da un ciclo di riprese supplementari per l'aggiunta di alcune scene chiave. Gli effetti speciali sono curati dalla Weta Workshop.

## Distribuzione
Il film è stato presentato in anteprima al Toronto International Film Festival, nel settembre 2009. La distribuzione nelle sale cinematografiche statunitensi è avvenuta l'8 gennaio 2010, in seguito verrà distribuito in Australia e Nuova Zelanda a partire dal 21 gennaio .
In Italia il film è stato distribuito da Mediafilm il 26 marzo 2010. Si tratta dell’ultimo film distribuito in italia dalla Mediafilm prima del fallimento di quest’ultima avvenuto l'anno successivo.